# Wahlkreis Hamilton South (Schottisches Parlament)
| Hamilton South                    |
| --------------------------------- |
| Hamilton South · Central Scotland |
| Gebildet                          |
| 1999                              |
| Abgeschafft                       |
| 2011                              |
| Regionen                          |
| South Lanarkshire                 |

Hamilton South war ein Wahlkreis für das Schottische Parlament. Er wurde 1999 als einer von zehn Wahlkreisen der Wahlregion Central Scotland eingeführt und im Zuge der Revision im Jahre 2011 abgeschafft. Das Gebiet ging im Wesentlichen in den neuen Wahlkreis Hamilton, Larkhall and Stonehouse auf, ein kleiner Teil auch im Wahlkreis Uddingston and Bellshill. Es umfasste Gebiete der Council Area South Lanarkshire. Hamilton ist die größte Stadt des urban geprägten Wahlkreises südöstlich von Glasgow. Bei Zensuserhebung 2001 lebten insgesamt 60.005 Personen innerhalb seiner Grenzen. Der Wahlkreis entsandte einen Abgeordneten.

## Wahlergebnisse

### Parlamentswahl 1999
| Ergebnisse der Parlamentswahl 1999 | Ergebnisse der Parlamentswahl 1999 | Ergebnisse der Parlamentswahl 1999 | Ergebnisse der Parlamentswahl 1999 |
| Partei                             | Kandidat                           | Stimmen                            | %                                  |
| ---------------------------------- | ---------------------------------- | ---------------------------------- | ---------------------------------- |
| Labour                             | Tom McCabe                         | 14.098                             | 54,4                               |
| SNP                                | Adam Ardrey                        | 6922                               | 26,7                               |
| Conservative                       | Margaret Mitchell                  | 2998                               | 11,3                               |
| Liberal Democrats                  | John Oswald                        | 1982                               | 7,7                                |
| Wahlbeteiligung: 25.920 (54,84 %)  |                                    |                                    |                                    |

### Parlamentswahl 2003
| Ergebnisse der Parlamentswahl 2003 | Ergebnisse der Parlamentswahl 2003 | Ergebnisse der Parlamentswahl 2003 | Ergebnisse der Parlamentswahl 2003 | Ergebnisse der Parlamentswahl 2003 |
| Partei                             | Kandidat                           | Stimmen                            | %                                  | ±                                  |
| ---------------------------------- | ---------------------------------- | ---------------------------------- | ---------------------------------- | ---------------------------------- |
| Labour                             | Tom McCabe                         | 9546                               | 46,5                               | −7,9                               |
| SNP                                | John Wilson                        | 4722                               | 23,0                               | −3,7                               |
| Conservative                       | Margaret Mitchell                  | 2601                               | 12,7                               | +1,4                               |
| Socialist                          | Willie O’Neill                     | 1893                               | 9,2                                | +9,2                               |
| Liberal Democrats                  | John Oswald                        | 1756                               | 8,6                                | +0,9                               |
| Wahlbeteiligung: 25.518 (44,85 %)  |                                    |                                    |                                    |                                    |

### Parlamentswahl 2007
| Ergebnisse der Parlamentswahl 2007 | Ergebnisse der Parlamentswahl 2007 | Ergebnisse der Parlamentswahl 2007 | Ergebnisse der Parlamentswahl 2007 | Ergebnisse der Parlamentswahl 2007 |
| Partei                             | Kandidat                           | Stimmen                            | %                                  | ±                                  |
| ---------------------------------- | ---------------------------------- | ---------------------------------- | ---------------------------------- | ---------------------------------- |
| Labour                             | Tom McCabe                         | 10.280                             | 44,3                               | −2,2                               |
| SNP                                | Christina McKelvie                 | 6628                               | 28,6                               | +5,6                               |
| Conservative                       | Margaret Mitchell                  | 2929                               | 12,6                               | −0,1                               |
| Parteilos                          | Michael McGlynn                    | 1764                               | 7,6                                | +7,6                               |
| Liberal Democrats                  | John Oswald                        | 1610                               | 6,9                                | −1,7                               |
| Wahlbeteiligung: 23.211 (47,53 %)  |                                    |                                    |                                    |                                    |